# Hell Is Empty, and All the Devils Are Here
Hell Is Empty, and All the Devils Are Here — четвёртый студийный альбом британской блэк-дэт-метал-группы Anaal Nathrakh, выпущенный 29 октября 2007 года на лейбле FETO Records. Название альбома является цитатой из первого акта пьесы Уильяма Шекспира «Буря».

## Список композиций
| №                   | Название                                 | Длительность |
| ------------------- | ---------------------------------------- | ------------ |
| 1.                  | «Solifugae (Intro)»                      | 1:05         |
| 2.                  | «Der Hölle Rache kocht in meinem Herzen» | 3:39         |
| 3.                  | «Screaming of the Unborn»                | 2:46         |
| 4.                  | «Virus Bomb»                             | 3:36         |
| 5.                  | «The Final Absolution»                   | 3:55         |
| 6.                  | «Shatter the Empyrean»                   | 3:05         |
| 7.                  | «Lama Sabachthani»                       | 3:48         |
| 8.                  | «Until the World Stops Turning»          | 2:53         |
| 9.                  | «Genetic Noose»                          | 3:34         |
| 10.                 | «Sanction Extremis (Kill Them All)»      | 3:33         |
| 11.                 | «Castigation and Betrayal»               | 4:02         |
| Общая длительность: | Общая длительность:                      | 35:57        |

## Участники записи
- V.I.T.R.I.O.L. — вокал
- Irrumator — все инструменты
- Shane Embryonomous — бас-гитара («Screaming of the Unborn», «Shatter the Empyrean»)
- Josama bin Horvath — вокал («Genetic Noose»)